# Ina-Maria Ulbrich
Ina-Maria Ulbrich (* 26. April 1973 in Barth) ist eine deutsche Verwaltungsjuristin und politische Beamtin. Seit 2011 ist das SPD-Mitglied Staatssekretärin in Mecklenburg-Vorpommern, von 2011 bis 2021 im Ministerium für Energie, Infrastruktur und Landesentwicklung, seit 2021 im Ministerium für Inneres, Bau und Digitalisierung.

## Leben
Ulbrich begann 1991, nach ihrem Abschluss der Polytechnischen Oberschule Demmin (1989) und dem Abitur an der Erweiterten Oberschule Demmin (1991), ein Studium der Rechtswissenschaften an der Ernst-Moritz-Arndt-Universität Greifswald, welches sie 1996 mit dem ersten Staatsexamen abschloss. Es folgten Stellen als wissenschaftliche Mitarbeiterin an der Ernst-Moritz-Arndt-Universität Greifswald und der Universität Regensburg (1996–1998), ein Referendariat im Landgerichtsbezirk Regensburg (1998–2000), welches sie mit dem zweiten Staatsexamen beendete.
Von 2001 bis 2002 war sie Rechtsanwältin im Bereich Steuerrecht der Anwaltssozietät Clifford Chance Pünder, zwischen 2002 und 2006 nach einer Ernennung zur Regierungsrätin, Referentin im Ministerium für Landwirtschaft, Umwelt und Verbraucherschutz des Landes Mecklenburg-Vorpommern, beim Landkreis Ostvorpommern und im Ministerium für Wirtschaft, Bau und Tourismus des Landes Mecklenburg-Vorpommern sowie Leiterin des Büros des Ministers für Verkehr, Bau und Landesentwicklung (2006–2008) und Leiterin des Büros des Ministerpräsidenten (2008–2011).
Am 26. Oktober 2011 wurde Ulbrich von Minister Volker Schlotmann zur Staatssekretärin des Ministeriums für Energie, Infrastruktur und Landesentwicklung des Landes Mecklenburg-Vorpommern berufen. Diesen Posten behielt Ubrich auch unter Schlotmanns Nachfolger Christian Pegel. Nach der Bildung des Kabinetts Schwesig II am 15. November 2021 folgte sie Minister Pegel als Staatssekretärin ins Ministerium für Inneres, Bau und Digitalisierung.

## Kritik
Ulbrich wurde vom Landesrechnungshof 2024 kritisiert wegen der unzureichenden, jahrelang verschleppten Digitalisierung der öffentlichen Verwaltung im Land. Ulbrich wies die Kritik als unbegründet zurück.

## Privates
Ina-Maria Ulbrich ist mit Sebastian Schröder, ehemaliger Staatssekretär im Ministerium für Bildung, Wissenschaft und Kultur des Landes Mecklenburg-Vorpommern, verheiratet und Mutter eines Kindes.

## Schriften
- Kommunale Selbstverwaltung, Berlin: Erich Schmidt, 2005.